# Гамнок (Арканзас)
Гамнок (англ. Humnoke) — місто (англ. city) в США, в окрузі Лоноук штату Арканзас. Населення — 219 осіб (2020).

## Географія
Гамнок розташований на висоті 60 метрів над рівнем моря за координатами 34°32′32″ пн. ш. 91°45′36″ зх. д. / 34.54222° пн. ш. 91.76000° зх. д. (34.542308, -91.759994).  За даними Бюро перепису населення США в 2010 році місто мало площу 0,86 км², уся площа — суходіл. В 2017 році площа становила 0,81 км², уся площа — суходіл.

## Демографія
Згідно з переписом 2010 року, у місті мешкали 284 особи в 112 домогосподарствах у складі 73 родин. Густота населення становила 329 осіб/км².  Було 135 помешкань (156/км²). 
Расовий склад населення:
| - 85,6 % — білих - 13,0 % — чорних або афроамериканців |

До двох чи більше рас належало 1,4 %. Іспаномовні складали 0,0 % від усіх жителів.
За віковим діапазоном населення розподілялося таким чином: 26,1 % — особи молодші 18 років, 54,5 % — особи у віці 18—64 років, 19,4 % — особи у віці 65 років та старші. Медіана віку мешканця становила 41,0 року. На 100 осіб жіночої статі у місті припадало 101,4 чоловіків;  на 100 жінок у віці від 18 років та старших — 94,4 чоловіків також старших 18 років.
Середній дохід на одне домашнє господарство  становив 58 221 долар США (медіана — 39 844), а середній дохід на одну сім'ю — 67 215 доларів (медіана — 42 143). За межею бідності перебувало 15,7 % осіб, у тому числі 14,3 % дітей у віці до 18 років та 12,2 % осіб у віці 65 років та старших.
Цивільне працевлаштоване населення становило 103 особи. Основні галузі зайнятості: виробництво — 20,4 %, освіта, охорона здоров'я та соціальна допомога — 15,5 %, транспорт — 11,7 %, роздрібна торгівля — 11,7 %.
За даними перепису населення 2000 року в Гамноку проживало 280 осіб, 77 сімей, налічувалося 111 домашніх господарств і 130 житлових будинків. Середня густота населення становила близько 311,1 особа на один квадратний кілометр. Расовий склад Гамнока за даними перепису розподілився таким чином: 85,71 % білих, 10,36 % — чорних або афроамериканців, 0,36 % — азіатів, 1,79 % — представників змішаних рас, 1,79 % — інших народів. Іспаномовні склали 2,86 % від усіх жителів міста.
З 111 домашніх господарств в 36,0 % — виховували дітей віком до 18 років, 54,1 % представляли собою подружні пари, які спільно проживали, в 9,9 % сімей жінки проживали без чоловіків, 30,6 % не мали сімей. 27,0 % від загального числа сімей на момент перепису жили самостійно, при цьому 14,4 % склали самотні літні люди у віці 65 років та старше. Середній розмір домашнього господарства склав 2,52 особи, а середній розмір родини — 3,10 особи.
Населення міста за віковим діапазоном за даними перепису 2000 року розподілилося таким чином: 28,2 % — жителі молодше 18 років, 6,1 % — між 18 і 24 роками, 32,1 % — від 25 до 44 років, 20,0 % — від 45 до 64 років і 13,6 % — у віці 65 років та старше. Середній вік мешканця склав 33 роки. На кожні 100 жінок в Гамноку припадало 93,1 чоловіків, у віці від 18 років та старше — 95,1 чоловіків також старше 18 років.
Середній дохід на одне домашнє господарство в місті склав 21 528 доларів США, а середній дохід на одну сім'ю — 28 125 доларів. При цьому чоловіки мали середній дохід в 27 500 доларів США на рік проти 15 750 доларів середньорічного доходу у жінок. Дохід на душу населення в місті склав 15 194 долари на рік. 15,2 % від усього числа сімей в населеному пункті і 20,3 % від усієї чисельності населення перебувало на момент перепису населення за межею бідності, при цьому 23,5 % з них були молодші 18 років і 27,8 % — у віці 65 років та старше.